# Новий (Адигея)
Новий (рос. Новый; адиг. ГъэпсыгъакІ) — селище в республіці Адигеї, піпорядковане Яблоновському міському поселенню Тахтамукайського району.
Селище розташоване на річці Кубань, вище по течії від Яблоновського. Селище має сполучення з Краснодаром через поромну переправу.

## Населення
Населення селища за останні роки:
- 2002 — 1250[2];
- 2010 — 1895[3]:
- 2013 — 1917.